# Iwan Korbankolew
Iwan Korbankolew, bułg. Иван Корбанколев (ur. 20 czerwca 1987 w Ichtimanie, Bułgaria) – bułgarski piłkarz, grający na pozycji napastnika.

## Kariera piłkarska

### Kariera klubowa
Jest wychowankiem miejscowego klubu Botew Ichtiman, a potem Akademika Sofia. W 2004 został zauważony przez skautów Dynama Kijów i w maju przeniósł się do ukraińskiego klubu. Rozegrał 3 mecze w drużynie rezerwowej Dynama, jednak nie potrafił przebić się do podstawowej kadry. W kwietniu 2005 powrócił do Akademika Sofia. Po sezonie, spędzonym w Hebar Pazardżik w 2008 przeniósł się do pierwszoligowego PFK Montana. W 2009 przeszedł do PFK Napusnal, po czym powrócił do rodzimego Jełedżik Ichtiman.